# Gartnait I
Gartnait I, també conegut amb el nom de Gartnait mac Girom, va ser rei dels pictes entre el 532 i el 539.
Segons la Crònica picta, hauria regnat durant sis o set anys entre Drest mac Girom i Cailtram mac Girom.
Cailtram hauria estat el germà de Gartnait. Se citen successivament tres fills de Girom com a reis, tot i que no s'estableix de manera explícita que Drest hagi estat un germà de Cailtram i de Gartnait.